# 御座楽

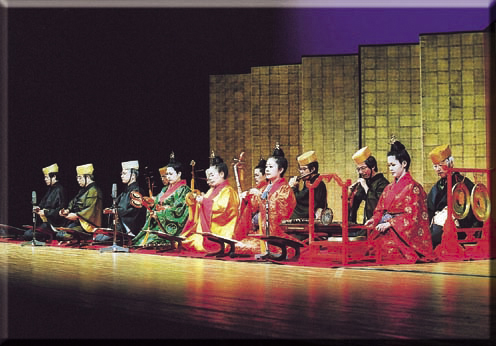
御座楽の演奏（御座楽復元演奏研究会 提供）

御座楽（うざがく、おざがく）とは、琉球王国の室内楽である。冊封使歓待を目的として発展した明清系の音楽である。その起源は16世紀頃まで遡るが、琉球王国の滅亡とともに伝承が絶え、幻の音楽となった。

## 歴史
琉球王国では、中国（明や清）から冊封使が来たとき、あるいは徳川将軍に謝恩使や慶賀使を送る「江戸立(江戸上り)」のとき、中国系の音楽を演奏した。このうち、室内で座って合奏する音楽を「御座楽」と呼び、屋外で行列しつつ歩きながら合奏する音楽を「路次楽」（るじがく）と呼んだ。御座楽は荘重で優雅な雅楽であり、路次楽もチャルメラや太鼓などによる荘厳な鼓吹楽（こすいがく）であった。
琉球王国には中国から帰化した人々の子孫が集住する地域があり、彼らは「久米三十六姓」と呼ばれた。久米三十六姓の人々は、琉球国王の命令を受けて、中国本土（主に福建）に渡って留学し、中国語や、音楽などの中国文化を学習した。琉球の御座楽を伝承した楽師も、久米三十六姓の者が多かった。
「江戸立」では、元服前の男児が、楽師から楽曲を仕込まれて、「楽童子」（がくどうじ）として御座楽を演奏した。みな三司官など良家の子弟で、将来を期待されたエリートであった。1653年の江戸立から1850年の江戸立まで、約200年の間に、70曲ぐらい演奏された。最大で6人のアンサンブルで、1回の演奏会で10曲ぐらい弾くことが多かった。器楽曲のほか、「明曲」「清曲」と記される唱曲も演奏された。

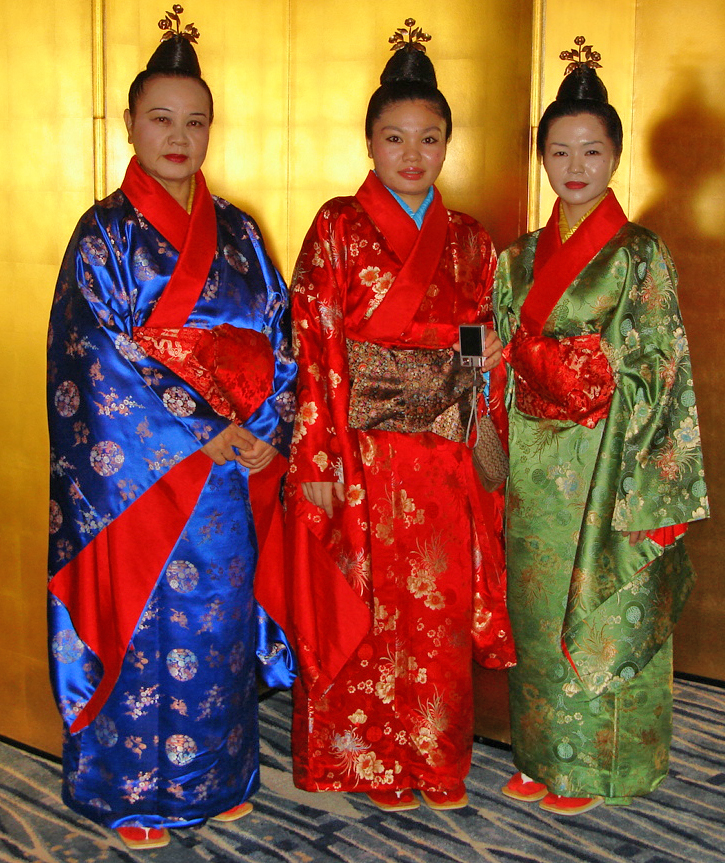
楽童子（昔の絵図から復元した衣装。本来は男児だが、女性が扮している）

江戸時代の琉球王国は、名目的には中国（明、および次の清）に服属したものの、実質的には日本の薩摩藩の支配を受けていた。琉球の使節団の江戸立のとき、薩摩藩は琉球の音楽を演奏させた。薩摩藩は、江戸までの街道ぞいの人々に「路次楽」を聴かせ、将軍以下の江戸幕府の要人たちに「御座楽」の演奏を聴かせることで、自藩の支配力を顕示した。
東アジアの漢字文化圏の諸国では、日本も朝鮮もベトナムも、それぞれ中国伝来の宮廷音楽を「雅楽」としていた。琉球の御座楽もその一つであり、その品格と優美さは、日本本土の雅楽に勝るとも劣らぬものであった。
その後、明治の廃藩置県などがあり、琉球王国は消滅した。明治政府は琉球を「沖縄県」として併合したが、琉球王国の名目的な宗主国だった中国（当時は清）はこれに不満を表明した。このような微妙な国際関係も一因となって、沖縄における中国系音楽の伝統、特に「御座楽」は、明治時代に伝承が絶えた。「御座楽」の最後の上演記録は、1887年、伊藤博文の前で演奏したのが最後である。

## 現状
御座楽に関する現存資料は少ない。
- 楽器：「江戸立(江戸上り)」のとき献上された現物が、幸い、尾張徳川家（名古屋市・徳川美術館）と水戸徳川家（茨城県水戸市）に現存。また復元楽器が、首里城公園で展示。
- 絵図：沖縄県立博物館蔵「琉球人座楽并躍之図」。1832年の尚育王の謝恩使の一行が、江戸の芝白金の島津邸で行った奏楽と舞踊、演劇の様子を描いた絵巻。
- 曲目：『通航一覧』ほかの「江戸上り」の文献記録の中に、楽隊の編成や曲目名などが記載されている。
- 楽譜：山内盛彬（やまうち せいひん 1890-1986）が、1912年に古老が口で歌った旋律を聞き取って採譜した楽譜(五線譜)の中に、御座楽の曲が3種類ほどあり、山内の『琉球王朝古謡秘曲の研究』（1964年）に収録されている。古老のおぼろげな記憶によるもので、しかもいずれも曲の途中で切れてしまっている。しかしながら、現在残っている御座楽の楽譜は、これだけである。
- 歌詞：戦争で焼ける前の首里城で鎌倉芳太郎（かまくら よしたろう 1898-1983）がノートに筆写した歌詞が残っている（沖縄県立芸術大学附属図書館蔵「鎌倉芳太郎ノート54『唐歌唐踊集』」）。

中国本土には、御座楽で演奏されたのと同じ楽曲が現存しているはずであるが、御座楽のどの曲が中国本土のどの曲にあたるかについては、目下、学者たちが研究中である。
近年の沖縄県では、首里城復元などを機に、琉球王国の宮廷文化を再評価する機運が高まっている。首里城という「ハコ」が先にできたものの、ハコの中身である儀礼や音楽は空っぽであった。また、沖縄独自のアイデンティティーと国際交流の象徴として、「御座楽」を見直す風潮も出てきた。こうした時代の変化を受けて、現在、御座楽を復元する事業が行われている。

## CD
- CD「幻の琉球王府宮廷楽 御座楽」（財団法人 日本伝統文化振興財団 VZCG-681）
 編曲・演奏：御座楽復元演奏研究会
録音日時：2007年3月31日
監修・解説：比嘉悦子（日本語/英文解説つき）
  - 収録曲目
    1. 賀聖朝（唱なし/8ピース）
    2. 鬧元宵（唱なし/フル）
    3. 太平歌（唱なし/7ピース）
    4. 太平歌（唱あり/フル）
    5. 蓮花落（唱なし/3ピース）
    6. 蓮花落（唱なし/フル）
    7. 一更里（唱あり/フル）
    8. 紗窓外（唱なし/5ピース）
    9. 紗窓外（唱あり/フル）
    10. 天初暁/清江引（唱なし/6ピース）
    11. 天初暁/清江引（唱あり/フル）
    12. 四大景（唱なし/フル）
    13. 鬧元宵（唱なし/7ピース）